# Конолли, Артур
А́ртур Ко́нолли (англ. Arthur Conolly; 2 июля 1807, Лондон, Британская империя, — 17 июня 1842, Бухара, Бухарский эмират) — британский разведчик, путешественник, писатель. Автор термина «Большая Игра».

## Биография
Родители Артура Конолли умерли, когда ему было двенадцать лет. Кроме него, в семье было ещё пять братьев. Конолли начал военную службу в 16 лет в Индии.
В конце 1829 году лейтенант Конолли возвращался в Индию из отпуска через Москву. Из Москвы он выехал на Кавказ, а далее пересёк пустыню Каракумы, желая достичь Хивинского ханства. Дойти до Хивы ему не удалось, однако в сентябре 1830 года он прибыл в афганский город Герат. По итогам своей опасной поездки он издал книгу «Путешествие в Северную Индию сухопутным путём из Британии через Россию, Персию и Афганистан» (Journey to the North of India through Russia, Persia and Afghanistan; 1843). Он считал, что Британия должна поддержать правителя Герата Камран Шаха.
В сентябре 1841 года в попытке противостоять проникновению России в Среднюю Азию Конолли, уже в звании капитана, пробовал убедить правителей Хивинского, Бухарского и Кокандского ханств забыть о своих разногласиях, но потерпел неудачу. В октябре Конолли был захвачен в плен в Бухаре, куда прибыл, чтобы помочь освободиться другому британскому разведчику — полковнику Чарльзу Стоддарту. 17 июня следующего года оба офицера, обвинённые в шпионаже, были обезглавлены по приказу бухарского эмира Насруллы. В 1845 году священник Джозеф Вульф предпринял путешествие с целью выяснить судьбу двух офицеров и подтвердил известие о казни.
Портрет Конолли находится в Национальной портретной галерее в Лондоне. Его дневники и письма хранятся в Британской библиотеке и библиотеке Даремского университета.

## «Большая игра»
Конолли принадлежит выражение «Большая игра», означавшее борьбу между Британией и Российской империей  за влияние в Центральной Азии и Индии в XIX — начале XX века.